# Михайлівська церква (Великий Окорськ)
Миха́йлівська це́рква — мурована церква на честь архистратига Михаїла у селі Великий Окорськ Затурцівської громади Володимирського району Волинської області. Збудована у 1787 році, є пам'яткою архітектури національного значення. Храм поєднує риси ренесансу та бароко з традиціями української дерев'яної архітектури.

## Історія
Село Окорськ має давню історію, перші згадки про власників, панів Окорських, датуються 1561 роком. Муровану Михайлівську церкву було збудовано у 1787 році. Метричні книги церкви зберігаються в Державному архіві Житомирської області починаючи з 1797 року.
У 1907 році храм було перебудовано після пожежі. Під час цієї реконструкції первісний цегляний купол замінили на дерев'яний намет, а також додали елементи декору у псевдоросійському стилі.
Релігійна громада офіційно зареєстрована 24 грудня 1991 року як «Свято-Михайлівська релігійна громада Української Православної Церкви». Керівником є Косінський Сергій Сергійович.
Відомо, що для церкви у Великому Окорську український іконописець Йов Кондзелевич (1667—бл.1740) створив ікону «Святий Георгій».

## Архітектура
Церква є цегляною, тридільною, що наслідує традиції українського дерев'яного зодчества. Хоча бабинець виокремлений лише в інтер'єрі, така структура є характерною для народної архітектури.
Зовнішній вигляд храму відзначається стриманим декором. Масивні контрфорси та загальний вигляд створюють враження значно давнішої споруди, що спонукало дослідників пов'язувати її архітектуру з епохою ренесансу. Верхня частина, перебудована 1907 року, має риси псевдоросійського стилю. Первісний цегляний купол було замінено на восьмигранний шатер дерев'яної конструкції.
До церковного комплексу також входить дзвіниця, збудована наприкінці XVIII століття.

## Статус пам'ятки
Церква внесена до списку пам'яток архітектури УРСР, що перебувають під державною охороною, згідно з постановою Ради міністрів УРСР № 442 від 6 вересня 1979 року. У Державному реєстрі національного культурного надбання церква та дзвіниця фігурували під охоронним номером 1030 (1030/1 та 1030/2 відповідно).
У постанові Кабінету Міністрів України від 3 вересня 2024 року № 1014 «Про внесення об'єктів культурної спадщини національного значення до Державного реєстру нерухомих пам'яток України» пам'ятка у селі Великий Окорськ зазначена під назвою Миколаївська церква з охоронним номером 030032. У додатку до цієї ж постанови, у переліку пам'ятників, які виключаються зі старого списку, об'єкт під номером 1030 також названо «Миколаївською церквою». Така розбіжність у назві існувала і в деяких старих довідниках, наприклад у каталозі-довіднику «Памятники градостроительства и архитектуры Украинской ССР», де фотографії церкви підписані як «Николаевская церковь».

## Галерея

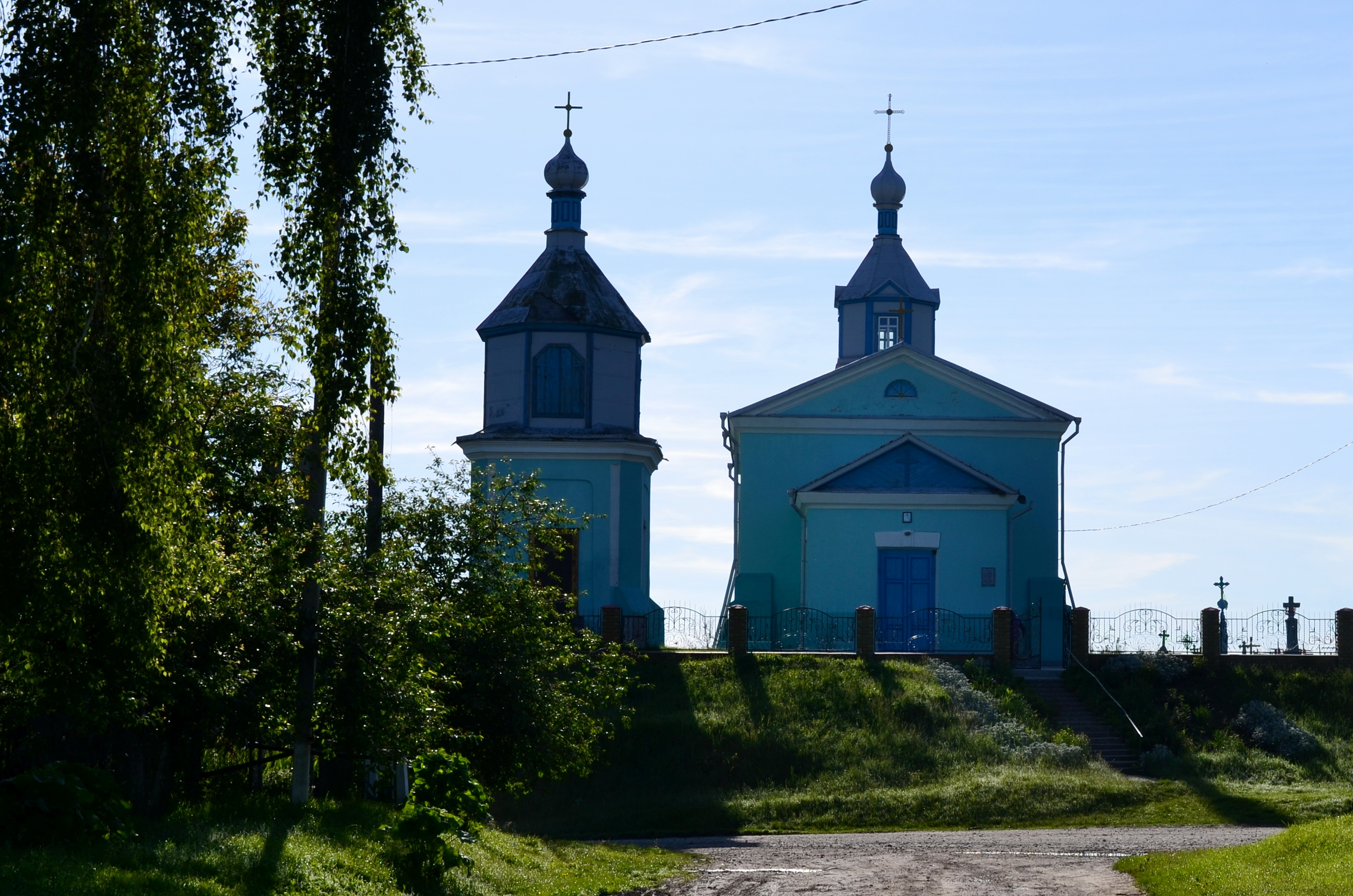
Михайлівська церква, вид із заходу
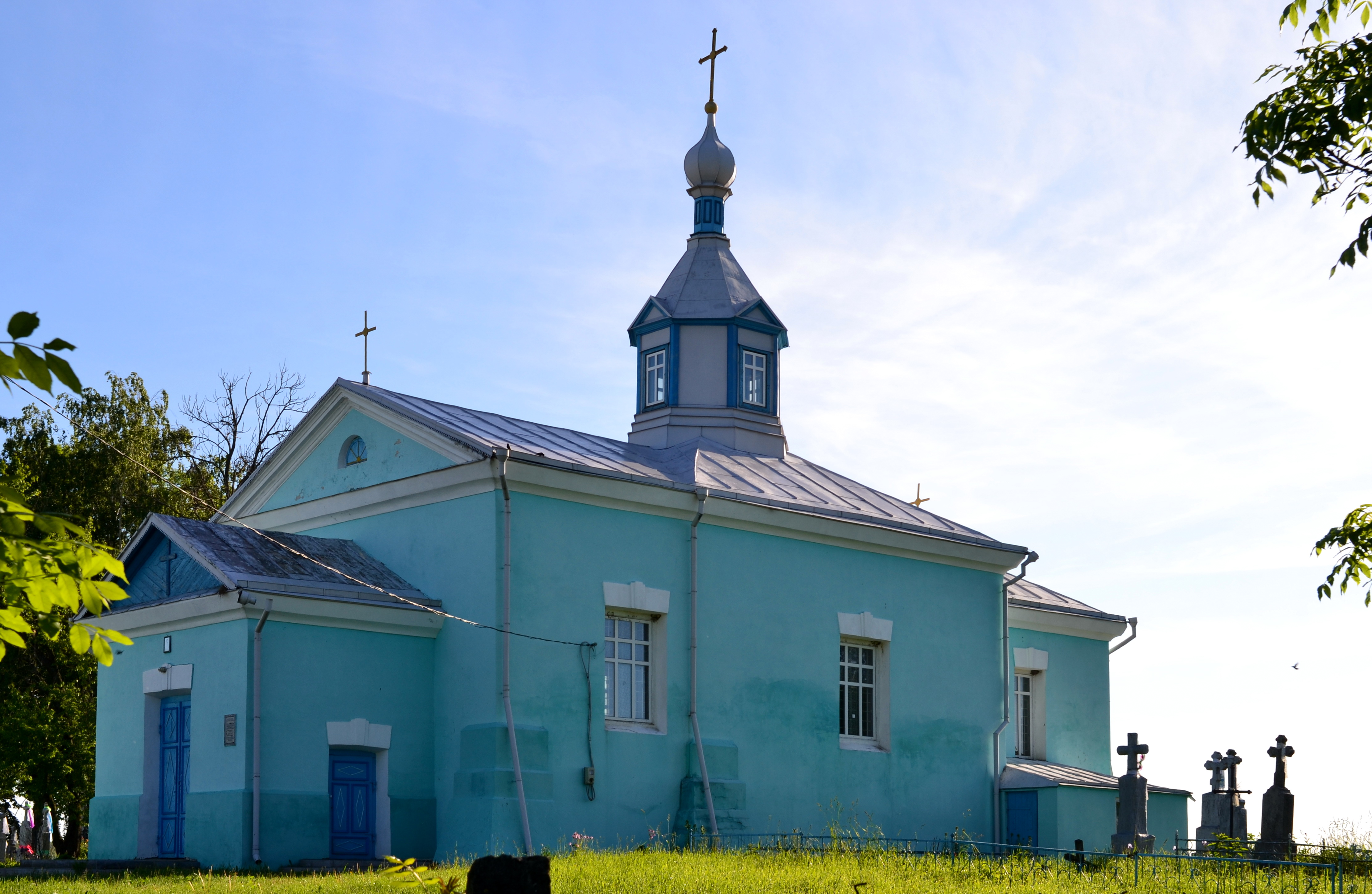
Михайлівська церква, вид із південного заходу
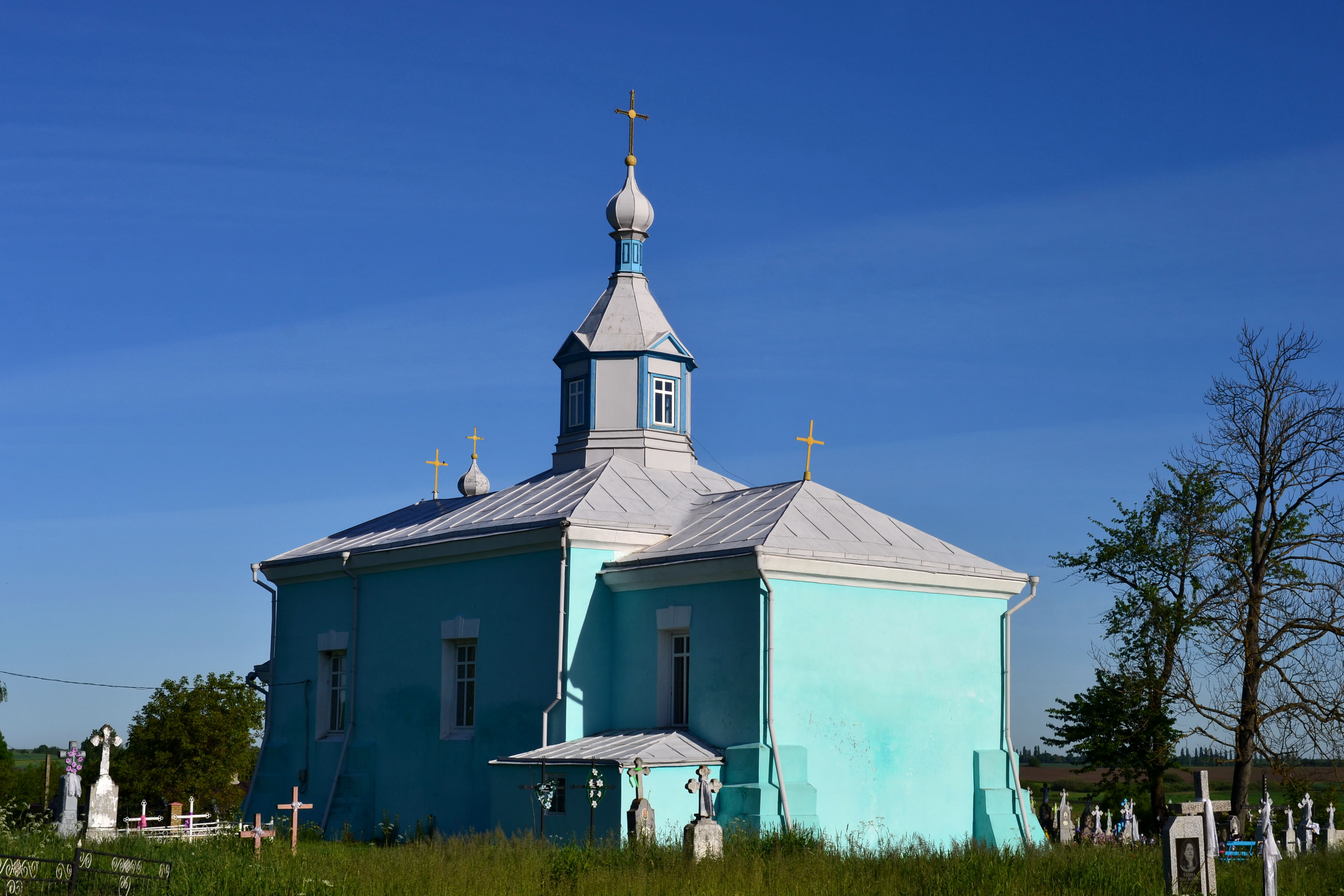
Михайлівська церква, вид із південного сходу
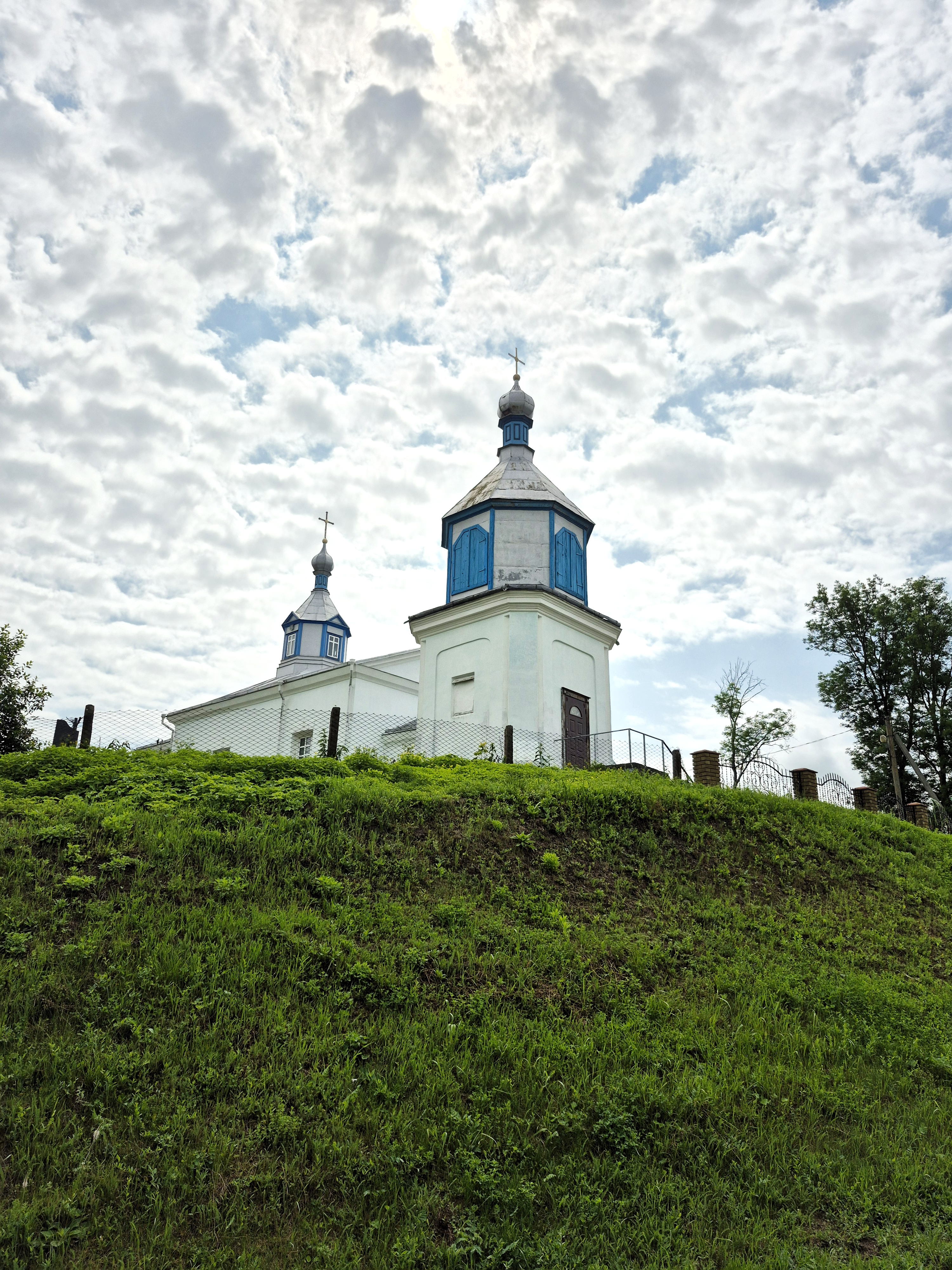
Михайлівська церква
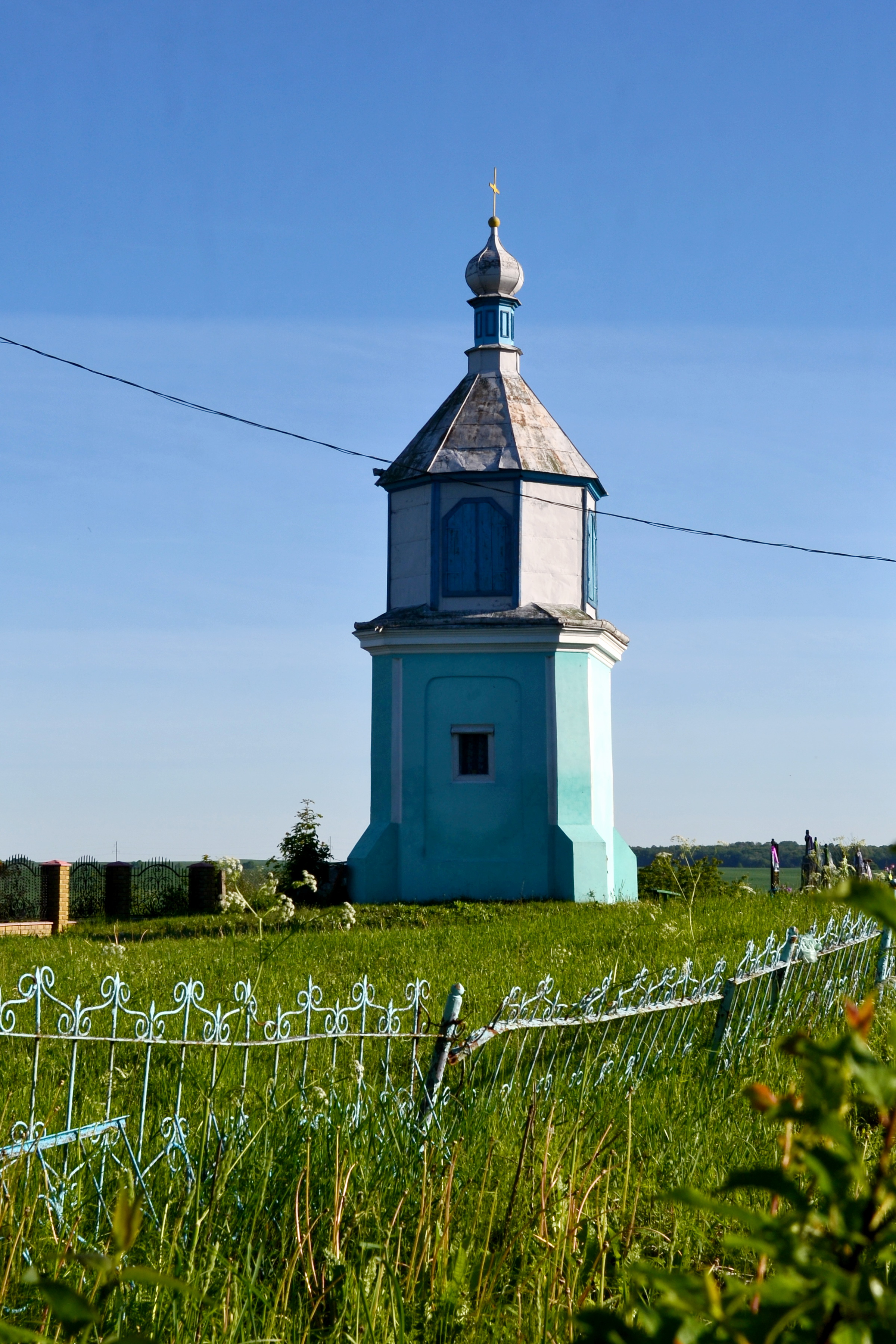
Дзвіниця Михайлівської церкви, вид з півдня
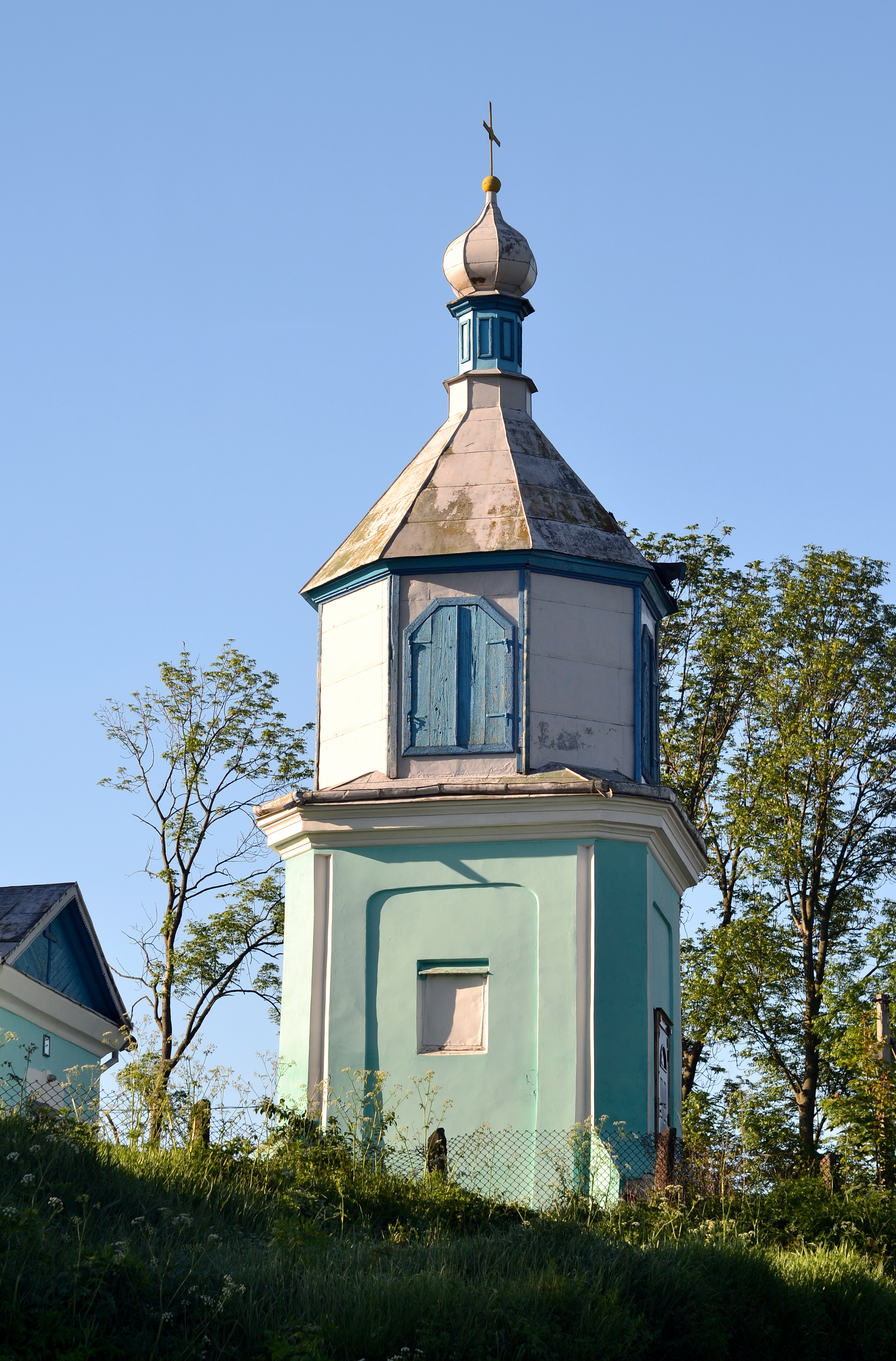
Дзвіниця Михайлівської церкви, вид з півночі
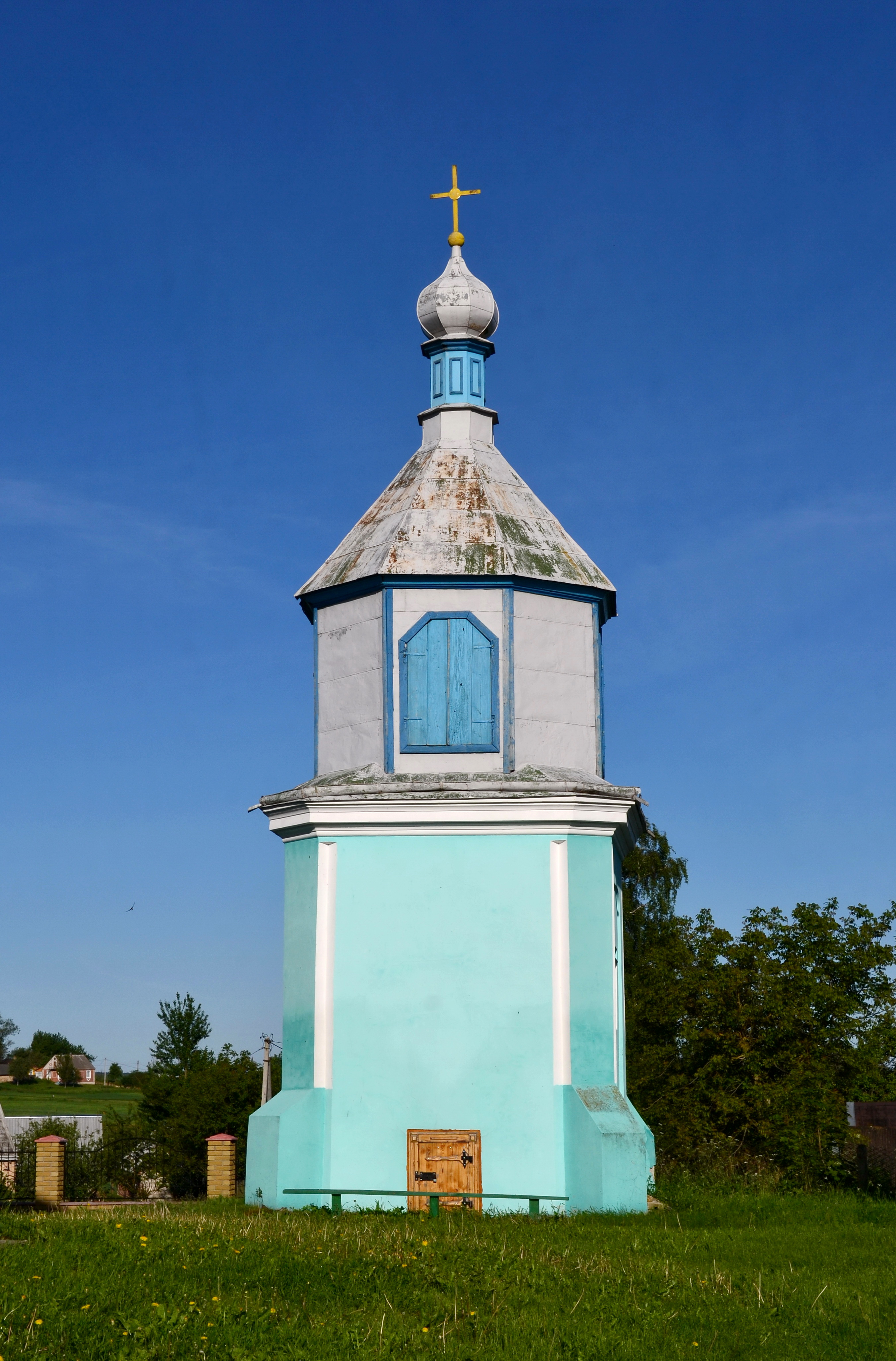
Дзвіниця Михайлівської церкви, вид зі сходу
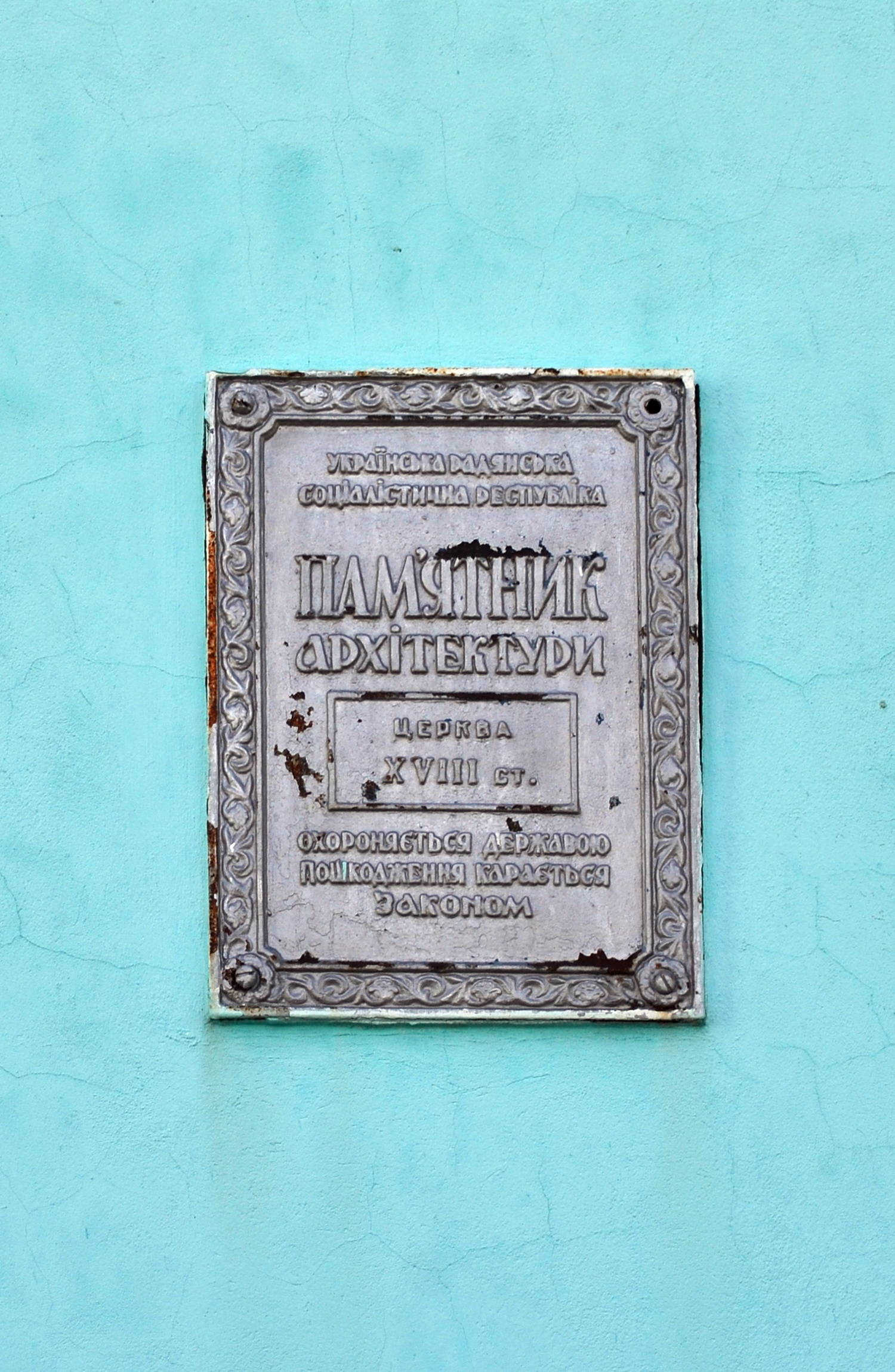
Охоронна дошка на пам'ятці